# Álvaro Mejía Castrillón
Álvaro Mejía Castrillón (født 19. januar 1967 i Santa Rosa de Cabral) er en tidligere colombiansk landevejscykelrytter. 
Han vandt den hvide ungdomstrøje i Tour de France 1991 og sluttede på en fjerdeplads i Tour de France 1993. 
Han vandt også andre etapeløb som Katalonien Rundt, Vuelta a Murcia, Route du Sud og Vuelta a Galicia.